# Jacques Delors
Jacques Delors (Pariz, 20. srpnja 1925. – 27. prosinca 2023.) bio je francuski ekonomist i političar. Bio je osmi predsjednik Europske komisije i prva osoba koja je obnašala tri mandata na toj funkciji (1985. – 1995.) tijekom kojih je dao zamah nastavku europske izgradnje. Jacques Delors je otac Martine Aubry, bivše prve tajnice francuske Socijalističke stranke i ministrice zapošljavanja u više francuskih vlada lijevog centra.

## Francuska politika
Nakon što je stekao diplomu iz ekonomije na Sveučilištu Sorbonne, svoju je profesionalnu karijeru započeo u Banque de France gdje je u razdoblju od 1945. do 1962. obnašao više važnih funkcija u upravi banke.  Kao prakticirajući katolik lijeve provenijencije, postao je sindikalist u Francuskoj konfederaciji kršćanskih radnika te je sudjelovao u osnivanju Francuske demokratske konfederacije rada. Godine 1969. postao je savjetnik za društvena pitanja premijera Jacquesa Chabana-Delmasa. U tom je razdoblju usvojen francuski zakon o stalnom stručnom usavršavanju (1971.) kojim se poduzeća obvezuje da odvoje dio profita za edukacije svojih zaposlenika, a čiji je Delors bio inicijator. 
Godine 1974. Delors se učlanio u francusku Socijalističku stranku. Bio je zastupnik u Europskom parlamentu od 1979. do 1981. te je obnašao dužnost predsjednika Odbora za ekonomske i monetarne poslove. Pod predsjednikom Françoisom Mitterandom i premijerom Pierreom Mauroyem, Delors je 1981. imenovan ministrom gospodarstva i financija, a 1983. ministrom gospodarstva, financija i proračuna. Na ovim je funkcijama najprije provodio politiku nacionalizacije i devalvacije, a od 1982. je zagovarao usvajanje politike štednje, monetarne stabilnosti i obnavljanja konkurentnosti francuskog gospodarstva, u duhu europske socijaldemokracije. 

## Europska komisija
U siječnju 1985. godine Delorsa su čelnici vlada i država Europske ekonomske zajednice imenovali predsjednikom Europske komisije te je na tom mjestu ostao gotovo 10 godina, a smatra ga se i pripadnikom druge generacije otaca-osnivača Europe: generacije usmjerene na ekonomsku i monetarnu uniju, kao i na bitku za političku uniju. Njegov dugi mandat na mjestu predsjednika Komisije obilježili su sljedeći događaji: proširenje Europske zajednice (ulazak Španjolske i Portugala 1986., pripreme za pristupanje Austrije, Finske i Švedske), usvajanje  Jedinstvenog europskog akta koji je za cilj imao poticanje gospodarskog rasta kroz ukidanje prepreka slobodnom kretanju osoba, roba, usluga i kapitala (1986.), reforma zajedničke poljoprivredne politike i potpisivanje  Ugovora iz Maastrichta (1992.) kojim je utemeljena zajednička vanjska i sigurnosna politika i policijska i pravosudna suradnja u kaznenim pitanjima te uspostavljena monetarna unija. K tome, upravo je tijekom mandata Jacquesa Delorsa pet država članica potpisalo prve Schengenske sporazume 1985. godine u svrhu olakšavanja slobodnog kretanja stranih državljana na ovom prostoru.

## Razdoblje nakon predsjedništva
Godine 1994. članovi francuske Socijalističke stranke pokušali su uvjeriti Delorsa da se kandidira za predsjednika Francuske, ali on je to odbio. 
Delors je 1996. osnovao samostalnu promišljajuću skupinu Naša Europa čiji je cilj „promišljati europsko jedinstvo“, a i danas ima titulu njezinog predsjednika-osnivača.  Sudjelovao je u više inicijativa s ciljem jačanja političke i gospodarske integracije Europske unije.

## Vanjske poveznice
- Biografija Jacquesa Delorsa
- Službena stranica Instituta Notre Europe  Arhivirana inačica izvorne stranice od 4. ožujka 2014. (Wayback Machine)